# Pedro Guilherme Abreu dos Santos
Pedro Guilherme Abreu dos Santos (Rio de Janeiro, 20 de junho de 1997) é um futebolista brasileiro que atua como centroavante. Joga pelo Flamengo.

## Carreira

### Fluminense

#### Base
O centroavante chegou ao Fluminense em 2014 para integrar as categorias de base do clube. Ainda nas categorias de base, Pedro sagrou-se campeão brasileiro Sub-20 em 2015. Nesse mesmo ano havia sido campeão e artilheiro do Torneio de Terborg, realizado na Holanda, e campeão da Spax Cup, realizada na Alemanha.
Em 2016 foi o principal artilheiro das categorias de base do Brasil, ao marcar 32 gols.

#### Profissional

##### 2016
Estreou no dia 10 de março de 2016, com dezenove anos, tendo assumido a titularidade do Fluminense após a saída de Henrique Dourado.

##### 2017
O seu primeiro gol pelo time principal aconteceu na vitória por 3–2 sobre o Criciúma, no dia 24 de janeiro, em partida válida pela Primeira Liga. Até o fim do Campeonato Carioca, tinha marcado dois gols em 10 jogos, mas com apenas cinco jogos disputados como titular.

##### 2018

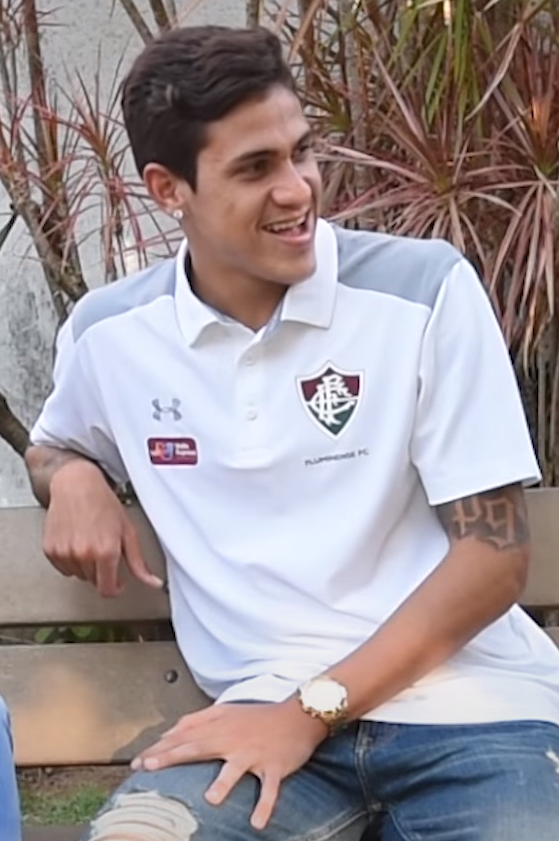
Pedro em 2018

No Campeonato Carioca de 2018, Pedro marcou sete gols em 13 jogos (média de 0,54 por jogo) e concedeu duas assistências, sagrando-se artilheiro da competição. Aos 20 anos, Pedro foi o artilheiro do Campeonato Carioca mais jovem jogando pelo Fluminense na era profissional.
No Campeonato Brasileiro, Pedro era o artilheiro da competição com 10 gols em 19 jogos até sofrer uma contusão que o obrigou a fazer uma operação em setembro, afastando-o dos jogos pelo resto do ano, mas no final foi eleito a revelação do campeonato pelos capitães dos times, técnicos e jornalistas, em um universo de 10 mil votantes. Até 25 de agosto de 2018, além de artilheiro do campeonato, era o jogador que mais finalizava e o segundo em participações diretas nos gols.

##### 2019
Em 18 de abril de 2019, Pedro enfim voltou aos gramados, após oito meses afastado e tendo feito sessões intensas de recuperação. No Maracanã e contra o Santa Cruz, pela Copa do Brasil, o atacante entrou no segundo tempo e teve chances de marcar, mas seu reencontro com as redes ficou para o dia 2 de maio de 2019, quando novamente voltou a entrar no segundo tempo, porém dessa vez aproveitando a oportunidade que teve e marcando de cabeça o gol do Fluminense na derrota diante do Santos, na Vila Belmiro.
No dia 5 de maio marcou novamente, de pênalti, contra o Grêmio, em partida inusitada pelo placar (5 a 4 para o tricolor carioca) e pelas circunstancias do jogo, na qual o Fluminense começou perdendo por 3 a 0, virou o placar, o Grêmio empatou e o Flu marcou o gol da vitória já nos acréscimos.

### Fiorentina
No dia 31 de agosto de 2019, o Fluminense chegou a um acordo financeiro para negociar Pedro com a Fiorentina, dependendo da realização de exames para a concretização do negócio. A Viola concretizou a transação no dia 2 de setembro, após o jogador realizar exames médicos. Ele fez sua estreia na liga em 3 de novembro contra o Parma como substituto de Kevin-Prince Boateng.
Em 28 de setembro, marcou um gol em um jogo-treino dos reservas contra os reservas da Roma.

### Flamengo

#### 2020
No dia 15 de janeiro, o Flamengo confirmou o empréstimo de Pedro junto à Fiorentina. O acordo entre as partes tem duração até o final de 2020, com valor de passe de compra fixado. Foi apresentado oficialmente no dia 23 de janeiro de 2020.
Em sua estreia, no dia 3 de fevereiro, contra o Resende, logo de cara marcou seu primeiro gol (apesar de ter sido um gol contra, o árbitro na súmula assinalou o gol ao Pedro). Também deu uma assistência para Bruno Henrique completar o placar na vitória de 3 a 1 pela Taça Guanabara.
No dia 9 de dezembro, o Flamengo exerceu o direito de compra por 14 milhões de euros (cerca de R$ 87 milhões).
Pedro terminou sua primeira temporada no Flamengo, com 20 gols em 39 partidas, desempenho que lhe rendeu nova convocação à seleção brasileira.

#### 2021
Marcou na vitória fora de casa contra o Goiás, no dia 18 de janeiro, em jogo válido pelo Campeonato Brasileiro. Em votação feita pela CBF, Pedro ganhou o prêmio de "gol mais bonito da Copa do Brasil 2020", eleito com 83% dos votos do público.
Em 17 de abril, em seu 1° jogo pós voltar de uma lesão, Pedro marcou os 2 gols do Flamengo no empate de 2 a 2 com a Portuguesa Carioca. Na goleada do Flamengo sobre o Unión La Calera por 4 a 1, Pedro foi o autor do último gol do rubro-negro com apenas 1 minuto em campo, sendo um golaço driblando 3 adversários e tocando por cima do goleiro. Fez seu 1° hat-trick pelo Flamengo no dia 1° de maio, na vitória por 3 a 0 sobre o Volta Redonda no jogo de ida das semifinais do Carioca.
Em 18 de maio, fez o 1° gol do Flamengo no empate de 2 a 2 com a LDU, em jogo válido pela 5a fase de grupos da Libertadores, ajudando o clube a se classificar para a próxima fase do torneio. Em 30 de maio, Pedro fez o único gol da vitória por 1 a 0 sobre o Palmeiras, em jogo da 1a rodada do Campeonato brasileiro. Voltou a marcar novamente em 1 de julho, na vitória por 2 a 0 sobre o Cuiabá, na 8a rodada do Campeonato Brasileiro. Voltou a marcar em 18 de julho, fazendo o 4° da vitória por 5 a 0 sobre o Bahia, na 12a rodada do Brasileirão.
Após passar pelo maior jejum da carreira e ficar oito jogos sem marcar gols, Pedro voltou a marcar em 9 de setembro, na vitória de 3–1 sobre o Palmeiras na 20.ª rodada do Campeonato Brasileiro. No jogo seguinte em 15 de setembro, Pedro entrou no 2.º tempo e fez os dois gols do Flamengo na vitória de 2–0 sobre o Grêmio, na partida de volta das quartas de final da Copa do Brasil.
Voltou a marcar em 6 de outubro, fazendo o gol do rubro-negro no empate de 1–1 com o Bragantino, válido pela 23.ª rodada do Brasileirão. Na partida seguinte, fez o 1º gol da vitória de 3–0 sobre o Fortaleza, após cabeçada no escanteio cobrado por Andreas Pereira. Em 13 de outubro, teve mais boa atuação ao dar passe para Kenedy fazer o primeiro gol e fazer o segundo gol na vitória de 3–0 sobre o Juventude, na 26ª rodada do Brasileirão.
Em 20 de outubro, fez o gol do empate de 2–2 com o Athletico Paranaense, em partida do jogo de ida da semifinal da Copa do Brasil. Completou 100 jogos com a camisa rubro-negra em 6 de dezembro, na derrota por 1–0 para o Santos na 37.ª rodada do Brasileirão.

#### 2022
Em 2 de fevereiro, fez um dos gols da vitória de 3–0 sobre o Boavista na 3ª rodada do Campeonato Carioca. Fez também em 13 de fevereiro, sendo o quarto na vitória de 5–0 sobre o Nova Iguaçu válido pela 6ª rodada do Campeonato Carioca. Em 23 de fevereiro, fez o primeiro gol da vitória de 3–1 sobre o Botafogo, em jogo da 8ª rodada do Campeonato Carioca.
Após viver seu pior jejum de balançar as redes no clube, voltou a marcar em 1 de maio ao fazer o primeiro gol da vitória de 2–1 sobre o Altos no jogo de ida da terceira fase da Copa do Brasil. No jogo seguinte em 4 de abril, entrou no segundo tempo e logo em seu primeiro toque na bola fez o gol de empate em 2–2 com Talleres na fase de grupos da Libertadores.
Na noite de 6 de julho, Pedro em uma noite iluminada fez 4 gols, o Flamengo deu um show no Maracanã, e garantiu a classificação para as quartas de final da Libertadores com o placar de 7 a 1 contra o Tolima.
Em jogo válido pela semifinal da Copa Libertadores da América de 2022, o  Flamengo venceu o Vélez Sarsfield e Pedro, em atuação de gala, anotou um triplete, repetindo assim algo feito somente uma vez na história por um brasileiro. A marca era exclusiva de Pelé, que marcou três vezes em 1963 sobre o Botafogo. Com estes três gols, Pedro chegou a 11 gols na Copa Libertadores da América de 2022, marca que o iguala a Zico (1981) e a Gabigol (2021) como maior artilheiro do Flamengo em uma única edição do torneio continental.
Com o gol marcado  contra o Vélez Sarsfield-ARG em 7 de setembro, Pedro alcançou o ano mais artilheiro da carreira além de ter se tornado o jogador do Flamengo com mais gols em uma única edição da Taça Libertadores.
Em 1 de outubro de 2022, Pedro em noite inspirada marcou mais um hat-trick em cinco minutos de jogo, dessa vez em jogo válido pelo Brasileirão contra o Bragantino.
Pedro encerrou a temporada com 36 participações diretas em gol (29 tentos e sete assistências) em 59 jogos, sendo esta a melhor temporada do atacante com o manto. Além de ser eleito o melhor jogador da Libertadores 2022, ele foi o artilheiro da competição, com 12 gols, tendo feito dois hat-tricks durante a campanha do título.

#### 2023
Pedro iniciou a temporada com a camisa 9 num jogo contra a Portuguesa pelo Campeonato Carioca. Logo no primeiro tempo, Pedro balançou as redes em finalização perfeita. Em seguida serviu Gabigol, na segunda etapa, o atacante aplicou drible sensacional na defesa da Portuguesa e serviu Fabrício Bruno e assim terminando como o melhor em campo.
Em 25 de janeiro de 2023, o Flamengo anunciou, a ampliação de contrato de Pedro até dezembro de 2027, já que o contrato inicial previa o término de vínculo até dezembro de 2025.
No dia 28 de janeiro, Pedro marcou o gol de calcanhar, o terceiro gol na derrota do Flamengo para o Palmeiras por 4–3 pela Supercopa do Brasil, no Mané Garrincha, em Brasília.
Em 7 de fevereiro, na estreia do rubro-negro no Mundial de Clubes, o Flamengo foi derrotado pelo Al-Hilal por 3–2, partida válida pela semifinal do torneio intercontinental. Apesar de não chegar à final, Pedro foi responsável pelos tentos do duelo, tornando-se o segundo jogador do Flamengo a marcar em todas as atuais competições de primeiro nível (7), do Carioca ao Mundial FIFA (o primeiro foi Bruno Henrique, em 2020).
Na disputa do terceiro lugar, o Flamengo venceu o Al-Ahly por 4–2, no Estádio Ibn Batouta, em Tânger. Os gols do rubro-negro foram marcados por Gabi e Pedro, com cada um fazendo 2 gols. Assim, Pedro finalizou a competição com 4 gols, terminando como artilheiro do torneio. Voltou a marcar contra o Volta Redonda pelo Campeonato Carioca.
Em 15 de março de 2023, o jornal uruguaio El País anunciou que  Pedro foi eleito o Rei da América de 2022, de melhor jogador do futebol sul-americano na temporada.
A vitória do Flamengo sobre o Vasco, por 3-1, que garantiu a classificação do Flamengo para a final do Campeonato Carioca, em 19 de março, teve Pedro como o principal responsável. Ele participou dos três gols rubro-negros, ao anotar duas vezes e realizar uma assistência para Ayrton Lucas.
Em 1 de abril de 2023, O Flamengo venceu o Fluminense por 2 a 0, no Maracanã, no primeiro jogo da final do Campeonato Carioca. O segundo gol Malvadão, foi marcado por Pedro.
No dia 26 de abril, Pedro anotou quatro dos oito gols do Malvadão na goleada por 8 a 2 sobre o Maringá, no Maracanã, pela Copa do Brasil.
No dia 29 de julho, Pedro foi agredido pelo preparador físico do Flamengo, Pablo Fernández, após jogo em que o Rubro-Negro venceu o Atlético-MG, pelo Brasileiro. Segundo o jornal O Tempo, de Minas Gerais, Pedro conversava com a família ao telefone, quando foi agredido pelo membro da comissão técnica de Jorge Sampaoli. Para se defender, Pedro tirou a mão do preparador do rosto dele, momento em que levou um soco, que lhe causaram lesões na boca e na mandíbula direita.
| “                                 | Estava conversando com familiares no telefone, quando o preparador físico do Flamengo aproximou-se, colocou o dedo no meu rosto e questionou o motivo dele não estar aquecendo, que isso era falta de respeito, que em seguida recebeu três tapas no rosto. | ” |
| — Pedro, em depoimento a polícia. | |   |

Pedro foi sem dúvidas o melhor atacante do Flamengo na temporada mesmo  alternando entre o banco de reservas e a titularidade desde o início do ano, ele terminou com 61 jogos (48 como titular) e anotou 35 gols e deu 4 assistências.

### 2024
Em 15 de fevereiro, Pedro anotou um hat trick na vitória do Flamengo por 3 a 0 sobre o Bangu pela oitava rodada do Campeonato Carioca.
No dia 30 de março, Pedro anotou um Bis na vitória do Flamengo sobre o Nova Iguaçu por 3 a 0, no jogo de ida da decisão estadual, no Maracanã. O segundo gol, inclusive, foi o de número 13 mil na história do clube.
No Campeonato Carioca, Pedro foi artilheiro isolado. Ao todo, o camisa 9 marcou 11 gols no torneio. Esta foi a primeira vez que ele conquistou este título individual pelo Flamengo. Antes, em 2018, Pedro já havia sido artilheiro da competição defendendo o Fluminense.
Em 4 de setembro, Pedro rompeu o ligamento cruzado anterior do joelho esquerdo, quando estava a treinando pela Seleção Brasileira. Pedro deixou de participar de 21 jogos pelo Flamengo por causa da cirurgia. A época, ele somava 32 gols em 45 partidas pelo clube (incluindo os amistosos disputados nos Estados Unidos).
Pedro de forma surpreendente terminou na segunda colocação de goleadores brasileiros no ano, com 30 gols oficiais, mesmo após ter sofrido uma lesão e ficando fora dos gramados todo o restante da temporada, quase três meses.

#### 2025
Em 9 de abril de 2025, após 7 meses fora dos gramados, Pedro estreiou na temporada 2025 diante de revés por 2 a 1 no Maracanã para o Central Córdoba pela fase de grupos da Conmebol Libertadores. O atacante entrou aos 27 minutos do segundo tempo no lugar de Alex Sandro.
Na noite de 16 de abril, marcou seus dois primeiros gols na temporada na goleada por 6 a 0 contra o Juventude no Maracanã pela quarta rodada do Campeonato Brasileiro. A dobradinha do atacante gerou uma explosão de emoção nos torcedores rubro-negros após considerável tempo sem atuar devido à sua lesão no joelho esquerdo.

## Seleção Brasileira

### Principal
Em 17 de agosto de 2018, Pedro foi convocado por Tite para defender a Seleção Brasileira na primeira convocação feita após a Copa do Mundo de 2018. O atacante defenderia a camisa da Seleção em dois amistosos, no entanto, contundiu-se e foi cortado. O seu antigo companheiro de Fluminense, Richarlison, foi chamado em seu lugar.
Após se recuperar da contusão, foi convocado para integrar a Seleção Brasileira Olímpica, que disputou o Torneio de Toulon entre 27 de maio e 15 de junho de 2019.
No dia 6 de novembro de 2020, Pedro foi convocado por Tite para as partidas contra Venezuela e Uruguai, pelas Eliminatórias da Copa do Mundo de 2022. Antes disso, no dia 26 de outubro, já havia sido anunciado que Pedro estava na lista de suplentes.Ele fez sua estreia em 14 de novembro de 2020 contra a Venezuela.
Após boa fase no Flamengo, no dia 9 de setembro de 2022, voltou a ser convocado para disputar os amistosos contra Gana e Tunísia. Foi reserva em ambos os jogos, mas marcou 1 gol na partida de 5–1 da Seleção Brasileira contra a Seleção Tunisiana.

#### Copa do Mundo de 2022
Em 7 de novembro de 2022, Tite anunciou a convocação da Seleção para a Copa do Mundo de 2022. Entre muitos nomes certos no Catar, o de Pedro foi chamado para disputar o torneio.
Pedro fez sua estreia na Copa do Mundo na partida entre Camarões 1 a 0 Brasil, jogo válido pela fase de grupos, no Estádio Nacional de Lusail, em Lusail.
Pedro estava em campo na  eliminação da seleção brasileira nas quartas de final, depois de perder nos pênaltis para a Croácia. Ele atuou contra os croatas por 36 minutos, teve uma finalização certa e errou apenas um passe. Escolhido para cobrar uma das penalidades, ele conseguiu converter.

### Seleção Sub-23
Em 14 de maio, foi um dos 23 convocados para a Seleção Olímpica pelo técnico André Jardine, para os últimos preparativos das Olimpíadas de Tóquio, entre os dias 31 de maio e 8 de junho.
No dia 5 de junho, fez o gol do Brasil na derrota por 2 a 1 para o Cabo Verde, em uma partida amistosa. No amistoso do dia 8 de junho, último antes das Olimpíadas, marcou 2 gols na vitória por 3 a 0 sobre a Sérvia Sub-21.

#### Jogos Olímpicos de Tóquio
Em 17 de junho, foi um dos 18 convocados pelo técnico André Jardine para a disputa dos Jogos Olímpicos de Tóquio. Porém após o Flamengo pedir a liberação do atleta ao STJD devido ao fato de já ter liberado atletas para a atuar na Copa América e não querer mais desfalques durante as competições que disputaria na temporada, Pedro foi liberado de atuar nas Olimpíadas.

## Estilo de jogo
Pedro tem 1,85 m de altura, sendo um típico centroavante de área. Possui desenvoltura dentro da área e fora dela, fazendo bem os papéis de pivô e finalizador. Em 2018, mostrou múltiplos recursos ao protagonizar dribles, cabeçadas e finalizações com as duas pernas, além de ter participado de gols com passe de peito. Pedro também se destaca por marcar gols em chutes de fora da área e por ter "estrela", tendo participado de gols decisivos.

## Estatísticas
Atualizadas até 16 de abril de 2025.
Clubes
| Clube             | Temporada         | Campeonato nacional | Campeonato nacional | Campeonato nacional | Copa nacional[a] | Copa nacional[a] | Copa nacional[a] | Competições continentais[b] | Competições continentais[b] | Competições continentais[b] | Outros torneios[c] | Outros torneios[c] | Outros torneios[c] | Total | Total | Total   |
| Clube             | Temporada         | Jogos               | Gols                | Assist.             | Jogos            | Gols             | Assist.          | Jogos                       | Gols                        | Assist.                     | Jogos              | Gols               | Assist.            | Jogos | Gols  | Assist. |
| ----------------- | ----------------- | ------------------- | ------------------- | ------------------- | ---------------- | ---------------- | ---------------- | --------------------------- | --------------------------- | --------------------------- | ------------------ | ------------------ | ------------------ | ----- | ----- | ------- |
| Fluminense        | 2016              | 3                   | 0                   | 0                   | —                | —                | —                | —                           | —                           | —                           | 1                  | 0                  | 0                  | 4     | 0     | 0       |
| Fluminense        | 2017              | 15                  | 2                   | 0                   | 3                | 1                | 0                | 5                           | 1                           | 0                           | 12                 | 3                  | 0                  | 35    | 7     | 0       |
| Fluminense        | 2018              | 19                  | 10                  | 2                   | 4                | 0                | 0                | 4                           | 2                           | 0                           | 13                 | 7                  | 2                  | 40    | 19    | 4       |
| Fluminense        | 2019              | 10                  | 5                   | 0                   | 2                | 0                | 0                | 2                           | 0                           | 1                           | —                  | —                  | —                  | 14    | 5     | 1       |
| Fluminense        | Total             | 47                  | 17                  | 2                   | 9                | 1                | 0                | 11                          | 3                           | 1                           | 26                 | 10                 | 2                  | 93    | 31    | 5       |
| Fiorentina        | 2019–20           | 4                   | 0                   | 0                   | —                | —                | —                | —                           | —                           | —                           | —                  | —                  | —                  | 4     | 0     | 0       |
| Fiorentina        | Total             | 4                   | 0                   | 0                   | —                | —                | —                | —                           | —                           | —                           | —                  | —                  | —                  | 4     | 0     | 0       |
| Flamengo          | 2020              | 34                  | 13                  | 2                   | 2                | 2                | 0                | 5                           | 2                           | 0                           | 13                 | 6                  | 1                  | 54    | 23    | 3       |
| Flamengo          | 2021              | 24                  | 7                   | 5                   | 4                | 3                | 0                | 10                          | 2                           | 0                           | 8                  | 6                  | 2                  | 46    | 18    | 7       |
| Flamengo          | 2022              | 24                  | 11                  | 3                   | 10               | 3                | 2                | 13                          | 12                          | 2                           | 12                 | 3                  | 1                  | 59    | 29    | 8       |
| Flamengo          | 2023              | 34                  | 13                  | 0                   | 7                | 5                | 0                | 8                           | 7                           | 1                           | 12                 | 10                 | 3                  | 61    | 35    | 4       |
| Flamengo          | 2024              | 21                  | 11                  | 5                   | 4                | 3                | 0                | 6                           | 5                           | 2                           | 12                 | 11                 | 1                  | 43    | 30    | 8       |
| Flamengo          | 2025              | 1                   | 2                   | 0                   | 0                | 0                | 0                | 1                           | 0                           | 0                           | 0                  | 0                  | 0                  | 2     | 2     | 0       |
| Flamengo          | Total             | 138                 | 57                  | 15                  | 27               | 16               | 2                | 43                          | 28                          | 5                           | 57                 | 36                 | 8                  | 265   | 137   | 30      |
| Total na carreira | Total na carreira | 189                 | 74                  | 17                  | 36               | 17               | 2                | 54                          | 31                          | 6                           | 83                 | 46                 | 10                 | 362   | 168   | 35      |

- a. ^ Jogos da Copa do Brasil
- b. ^ Jogos da Copa Sul-Americana, Copa Libertadores e Mundial de Clubes
- c. ^ Jogos da Primeira Liga do Brasil, Campeonato Carioca, Recopa Sul-Americana e Supercopa do Brasil

### Seleção Brasileira
Abaixo estão listados todos os jogos, gols e assistências do futebolista pela Seleção Brasileira.
Seleção Principal
| Ano               | Copa do Mundo | Copa do Mundo | Copa do Mundo | Qualificação Mundial | Qualificação Mundial | Qualificação Mundial | Amistosos | Amistosos | Amistosos | Total | Total | Total   |
| Ano               | Jogos         | Gols          | Assist.       | Jogos                | Gols                 | Assist.              | Jogos     | Gols      | Assist.   | Jogos | Gols  | Assist. |
| ----------------- | ------------- | ------------- | ------------- | -------------------- | -------------------- | -------------------- | --------- | --------- | --------- | ----- | ----- | ------- |
| 2021              | —             | —             | —             | 1                    | 0                    | 0                    | —         | —         | —         | 1     | 0     | 0       |
| 2022              | 2             | 0             | 0             | —                    | —                    | —                    | 1         | 1         | 0         | 3     | 1     | 0       |
| 2023              |               |               |               |                      |                      |                      | 2         | 0         | 0         | 2     | 0     | 0       |
| Total na carreira | 2             | 0             | 0             | 1                    | 0                    | 0                    | 3         | 1         | 0         | 6     | 1     | 0       |

Seleção Sub–23
| Ano               | Amistosos | Amistosos | Amistosos |
| Ano               | Jogos     | Gols      | Assist.   |
| ----------------- | --------- | --------- | --------- |
| 2019              | 7         | 2         | 0         |
| 2021              | 1         | 2         | 0         |
| Total na carreira | 8         | 4         | 0         |

## Títulos
Fluminense
- Primeira Liga do Brasil: 2016[carece de fontes?]

Flamengo
- Copa Libertadores da América: 2022[carece de fontes?]
- Recopa Sul-Americana: 2020[carece de fontes?]
- Campeonato Brasileiro: 2020[carece de fontes?]
- Copa do Brasil: 2022 e 2024[carece de fontes?]
- Supercopa do Brasil: 2020 e 2021[carece de fontes?]
- Campeonato Carioca: 2020, 2021 e 2024[carece de fontes?]

Brasil
- Torneio Internacional de Toulon: 2019[109]

### Prêmios individuais
- Seleção do Campeonato Carioca: 2018, 2023 e 2024[110][111][112]
- Jogador Revelação do Campeonato Brasileiro: 2018[113]
- Jogador do mês do Campeonato Brasileiro: Outubro de 2020,[114] Junho de 2024[115] e Julho de 2024[116]
- Gol mais bonito da Copa do Brasil: 2020[117]
- Seleção da Copa Libertadores da América: 2022[118]
- Melhor jogador da Copa Libertadores da América: 2022[119]
- Troféu Mesa Redonda – Seleção da Temporada: 2022[120]
- Melhor Jogador da Partida da Copa do Mundo de Clubes da FIFA 2022: Flamengo 4–2 Al Ahly[121]
- Equipe Ideal das Américas (El País): 2022[122]
- Rei da América (El País): 2022[123]

### Artilharias
Fluminense
- Campeonato Carioca: 2018 (7 gols)[carece de fontes?]

Flamengo
- Copa Libertadores da América: 2022 (12 gols)[carece de fontes?]
- Copa do Mundo de Clubes da FIFA: 2022 (4 gols)[carece de fontes?]
- Copa do Brasil: 2023 (5 gols)[carece de fontes?]
- Campeonato Carioca: 2024 (11 gols)[carece de fontes?]

### Recordes e marcas
- Maior artilheiro do Flamengo na década (2021-2030): 114 Gols[124]
- Maior artilheiro do Flamengo na Copa do Mundo de Clubes da FIFA: 4 Gols[125]
- 3° Maior artilheiro do Flamengo no Campeonato Brasileiro: 57 Gols [126]
- 2° Maior artilheiro do Flamengo na Libertadores: 24 Gols [127]
- 2° Maior artilheiro do Flamengo na Copa do Brasil: 16 Gols [128]